# جون بيرغ (مخرج فني)
جون بيرغ (بالإنجليزية: John Berg)‏ هو مخرج فني أمريكي، ولد في 12 يناير 1932 في Flatbush ‏ في الولايات المتحدة، وتوفي في 11 أكتوبر 2015 في ساوثهامبتون ‏ في الولايات المتحدة بسبب ذات الرئة.